# Moshe Pearlman

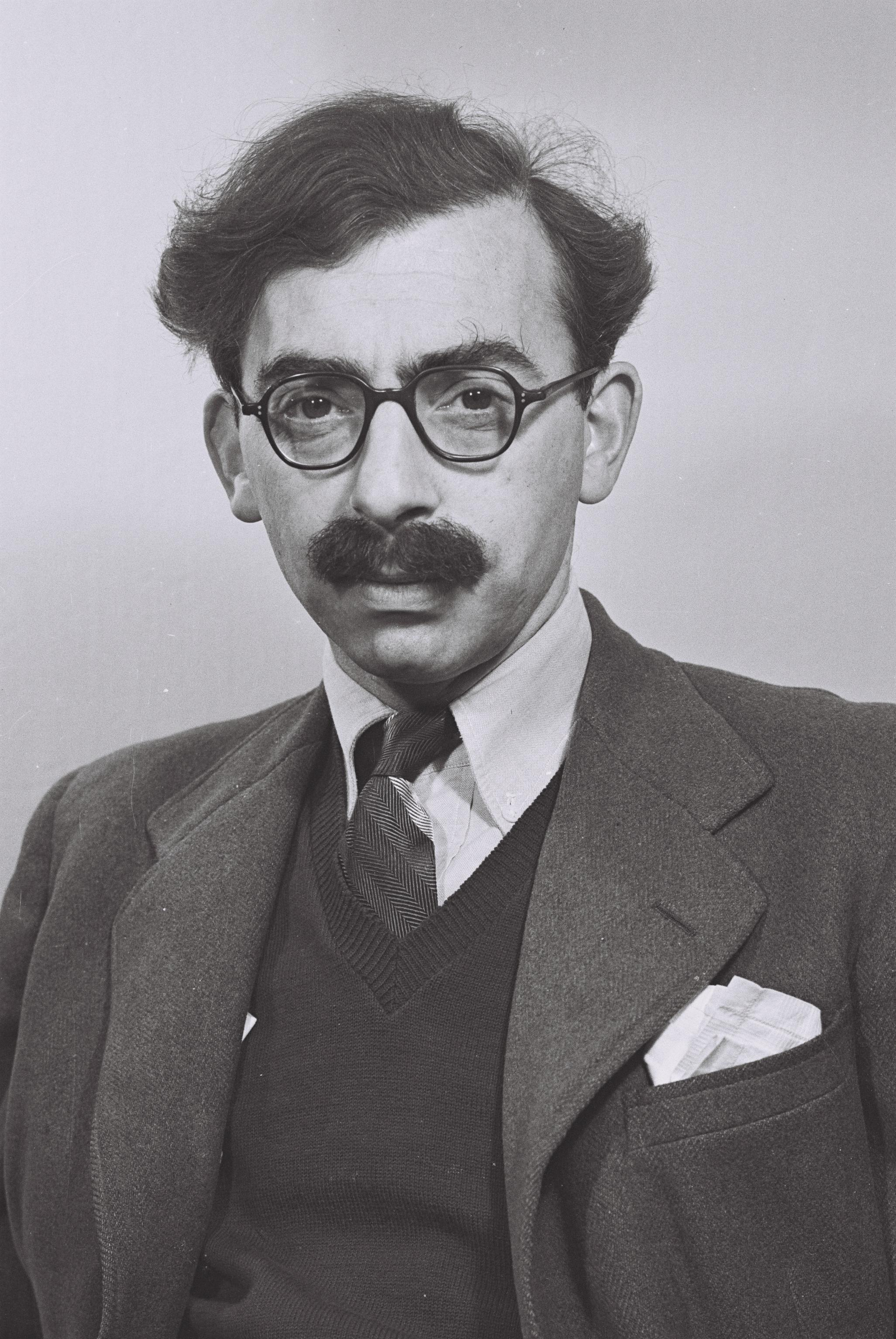
David Eldan: Moshe Pearlman (1952)

Moshe Pearlman (hebräisch משה פרלמן; geboren 1911 in London; gestorben 5. April 1986 in Jerusalem) war ein israelischer Schriftsteller.

## Leben
Pearlman wurde in London im Jahre 1911 geboren. Sein Name bei der Geburt war Morris Perlman. Sein Vater wurde in Minsk geboren, und seine Mutter wurde in England von einer Einwandererfamilie aus Polen geboren.
Er studierte an der London School of Economics und war Schüler von Harold Laski.
Zunächst arbeitete er als Journalist. Er wanderte nach Palästina aus und schloss sich der Armee des neugegründeten Staates Israel an. Von 1948 bis 1952 war er der erste Militärsprecher Israels. 1960 trat er in den Ruhestand und widmete sich fortan der schriftstellerischen Tätigkeit.

## Schriften (Auswahl)
- mit Teddy Kollek: Jerusalem – Sacred city of mankind. A history of forty centuries. Weidenfeld and Nicholson, London 1968.
  - deutschsprachige Übersetzung: Jerusalem: heilige Stadt der Menschheit. Seine Geschichte in 4 Jahrtausenden. Hoffmann und Campe, Hamburg 1976, ISBN 3-455-08959-3.
  - Die Festnahme des Adolf Eichmann. S.Fischer Verlag, Frankfurt 1961

| Personendaten    | Personendaten               |
| ---------------- | --------------------------- |
| NAME             | Pearlman, Moshe             |
| ALTERNATIVNAMEN  | משה פרלמן (hebräisch)       |
| KURZBESCHREIBUNG | israelischer Schriftsteller |
| GEBURTSDATUM     | 1911                        |
| GEBURTSORT       | London                      |
| STERBEDATUM      | 5. April 1986               |
| STERBEORT        | Jerusalem                   |